# Dmitrij Larionov
Dmitrij Olegovič Larionov (in russo Дмитрий Олегович Ларионов?; Nižnij Tagil, 22 dicembre 1985) è un canoista russo, vincitore della medaglia di bronzo ai Giochi olimpici di Pechino 2008 nel C2 slalom, in coppia con Michail Kuznecov.

## Palmarès
- Olimpiadi

Pechino 2008: bronzo nel C2 slalom.